# 膵管

胆管周辺の模式図
肝臓、右肝管、左肝管、総肝管、胆嚢管、総胆管、胆嚢、オッディ括約筋、ファーター膨大部、膵管、膵臓、十二指腸

膵管（すいかん、英: Pancreatic duct）とは、膵臓と総胆管をつなぎ、膵臓外分泌により消化を助ける膵液を総胆管の方向へと輸送するための管状の器官である。狭義にはその本幹（集合管）を指す。膵管本幹は、ウィルスング管とも副膵管が別にあるため主膵管とも呼ばれている。
膵管は、ファーター膨大部の手前で総胆管につながり、大十二指腸乳頭の部位で十二指腸の2番目の部位の管の内側に両管ともつながっているものである。
ウィルスング管は、発見者であるドイツの解剖学者ヨハン・ゲオルク・ヴィルスング（1589-1643）に因んで名付けられた。

## 副膵管
ほとんどのヒトは、1つの膵管を有している。しかし、一部の人はサントリーニ管と呼ばれる副膵管も有している。

## 臨床的な意義
膵管の圧迫、閉塞、炎症は、急性膵炎を引き起こす。この疾患の最も一般的な原因は、総胆管結石症か総胆管中の胆石である。胆石は、往々にしてファーター膨大部の末端を塞ぐことがあり、この部位が塞がれると本来十二指腸に分泌される胆汁も膵液も両方とも堰き止められる。これらの消化液は、膵管へ逆流すると膵炎を引き起こす。
膵管癌は、膵癌のうちで一般的な悪性腫瘍である。

## 追加画像

ERCP image showing the pancreatic duct and en:biliary tree.
Accessory digestive system.
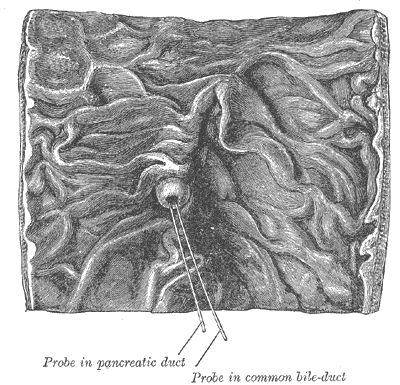
Interior of the descending portion of the duodenum, showing bile papilla.
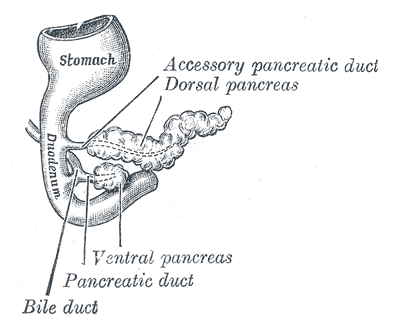
Pancreas of a human embryo of five weeks.
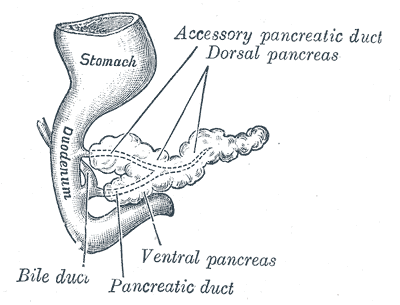
Pancreas of a human embryo at end of sixth week.